# Zhuchang (socken i Kina, Guangxi)
Zhuchang (kinesiska: 猪场乡, 猪场) är en socken i Kina. Den ligger i den autonoma regionen Guangxi, i den södra delen av landet, omkring 380 kilometer nordväst om regionhuvudstaden Nanning. Antalet invånare är 19895. Befolkningen består av 9 519 kvinnor och 10 376 män. Barn under 15 år utgör 27,0 %, vuxna 15-64 år 67 %, och äldre över 65 år 4,0 %.
Genomsnittlig årsnederbörd är 1 390 millimeter. Den regnigaste månaden är juni, med i genomsnitt 336 mm nederbörd, och den torraste är februari, med 15 mm nederbörd.